# آناتولی سیریچو
آناتولی سیریچو رومانیایی: Anatolii Cîrîcu زاده ۱۴ سپتامبر ۱۹۸۸ وزنه‌بردار مولداوی است.